# Gülay Olt-Sahiner
Gülay Olt-Sahiner (* 1954 in Erenköy (Istanbul, Türkei)) ist die österreichische Sängerin der Musikgruppe Gülay & The Ensemble Aras.

## Biografie
1989 lernte Gülay Josef Olt kennen, der jemanden suchte, der aserbaidschanische Musik singen konnte. Gemeinsam mit dem iranischen Musiker Nariman Hodjati (Tar) wurde die Gruppe Gülay & The Ensemble Aras gegründet. Als Sängerin der international erfolgreichen Gruppe interpretiert sie mittels einer vom osmanischen Hof geprägten Gesangstechnik die Lieder in der jeweiligen Originalsprache. Bei den Live-Auftritten kommt ihr auch die Tanzausbildung, die sie in Istanbul erhielt, zugute. Für die CD „Sounds of Sunrise“ steuerte sie einen Liedtext bei und gestaltete auch das Cover.

## Diskografie

### Mit dem Ensemble Aras
- 1991: Ak Gice – Musik entlang der Seidenstraße, (Musikkassette)
- 1993: Gärten der Schönheit (CD)
- 1996: Sounds of Sunrise (CD)
- 2000: Colors of silk – music from the silk road (CD)

### Mit Cezmi Halkali und Josef Olt
- 1993: Orda bir köy var uzakta, Anatolische Kinderlieder und die Geschichte von Nasreddin Hodscha